# Bjørn Rasmussen (fotbollsspelare)
Bjørn Rasmussen, född 19 maj 1885 i Köpenhamn, död 24 september 1962 i Århus, var en dansk fotbollsspelare.
Rasmussen blev olympisk silvermedaljör i fotboll vid sommarspelen 1908 i London.